# Prisi
Prisi (gruz. ფრისი, ros. Прис, Pris) – wieś w Osetii Południowej, w regionie Cchinwali. W 2015 roku liczyła 219 mieszkańców.